# Tioga (Pensilvania)
Tioga es un borough ubicado en el condado de Tioga en el estado estadounidense de Pensilvania. En el año 2000 tenía una población de 662 habitantes y una densidad poblacional de 558.5 personas por km².

## Geografía
Tioga se encuentra ubicado en las coordenadas 41°54′31″N 77°07′59″O / 41.90861, -77.13306.

## Demografía
Según la Oficina del Censo en 2000 los ingresos medios por hogar en la localidad eran de $27,404 y los ingresos medios por familia eran $34,500. Los hombres tenían unos ingresos medios de $29,519 frente a los $19,479 para las mujeres. La renta per cápita para la localidad era de $16,905. Alrededor del 13.2% de la población estaba por debajo del umbral de pobreza.